# Trun (Orne)
Trun es una comuna francesa situada en el departamento de Orne, en la región de Normandía.

## Demografía
| 1337 | 1378 | 1344 | 1339 | 1230 | 1307 | 1235 |
| Para los censos de 1962 a 1999 la población legal corresponde a la población sin duplicidades (Fuente: INSEE [Consultar]) |      |      |      |      |      |      |